# 이상문 (도예가)
이상문(李相門, 1944년 8월 11일 ~ )은 대한민국의 기업인, 교수, 유튜버이다.

## 학력
- 1951년 ~ 1957년 충주삼원초등학교
- 1957년 ~ 1960년 충주중학교
- 1960년 ~ 1962년 철도전문대학 부속고등학교 → 1962년 ~ 1963년 환일고등학교
- 1963년 ~ 1966년 건국대학교 정치외교학과 학사

## 병역
- 1966년 ~ 1969년 대한민국 육군 병장 전역

## 경력
- 대한공론사 도쿄특파원
- 파월유공자회 부회장
- 한국고미술협회 감정위원
- 한국고미술협회 이사
- 충주시 탁구협회 회장
- 충주시 위민봉사위원
- 충주박물관 자문위원
- 명지대학교 평생교육원 골동품감정경매전문 외래교수
- 1996년 ~ 2017년 KBS TV쇼 진품명품 감정위원
- 2001년 ~ 명품옥션 대표
- 2002년 ~ 2005년 한국고미술협회 부회장
- 2004년 ~ 대한민국 정부 미술품관리 자문위원
- 2004년 ~ 명지대학교 사회교육원 교수
- 2004년 ~ 2005년 문화재신문 논설위원
- 2004년 ~ 이상문 도자기 대표
- 2007년 ~ 2008년 연예정보신문 논설위원
- 2008년 ~ 2014년 충주향우회 회장
- 2009년 ~ 이상문 골동품 대표

## 출연

### 방송

#### 교양
- 1996년 KBS 1TV 《TV쇼 진품명품》 - 감정위원 (1996.07.14~2017.04.09)
- 2020년 유튜브 《이상문 TV》 (웹 교양) - 진행자 (2020.04.27~)

#### 예능
- 1997년 KBS 2TV 《가족오락관》 - 남성팀
- 1998년 KBS 2TV 《가족오락관》 - 남성팀
- 2013년 매일방송 《아내가 사라졌다》 - 출연자 (2013.08.18~2013.10.18)
- 2018년 KBS 2TV 《살림하는 남자들 2》 - 출연자 (2018.05.02)

## 도서
- 2004년 《골동품을 알면 역사와 돈이 보인다》 (선) (2004.07.31)
- 2007년 《재미있는 골동이야기》 (선) (2007.05.10)
- 2012년 《진품명품 골동이야기》 (선) (2012.04.21)

## 가족 관계
- 배우자 : 비공개
  - 장남 : 비공개
  - 장녀 : 비공개
  - 차남 : 이승효 (1980년 6월 17일 ~ )